# Atemptats de Christchurch de 2019
Els atemptats de Christchurch de 2019 van ser dos atacs perpetrats el divendres 15 de març de 2019 per un «⁣llop solitari» contra la congregació de la mesquita Al Noor i la mesquita de Linwood, a la ciutat neozelandesa de Christchurch. Els atacs van causar 51 morts -42 a la mesquita Al Noor, 7 a la de Linwood i 2 víctimes que van morir a l'hospital -i 49 ferits. Un sospitós, l'australià Brenton Tarrant, va ser arrestat i acusat d'assassinat. El divendres és el dia sagrat de l'⁣islam i, per tant, el de més afluència a les mesquites. Des de novembre de 1990, no havia tingut lloc un tiroteig massiu a Nova Zelanda.
Un dels tirotejos va ser retransmès en directe a les xarxes socials per l'atacant, on també va circular un manifest difós pel responsable de l'atemptat en el qual incitava a la violència contra les persones musulmanes i declarava la seva intenció de crear una atmosfera de terror. El manifest, de 74 pàgines, estaria fonamentat en l'odi a l'islam i a la immigració, als qui defineix com a «invasors».

## Atemptats

### Tiroteig a la mesquita Al Noor
A les 13:40 (UTC +12: 00, hora local), el tirador va arribar en el seu automòbil, va aparcar i va entrar a la mesquita Al Noor equipat amb una arma semiautomàtica, casc proveït de càmera, ulleres i jaqueta militar. Va ser rebut per un grup de fidels que el van saludar i van rebre i immediatament després, va començar a disparar contra els presents, deixant 42 morts.
Segons el vídeo que el mateix atacant va transmetre en directe a través de les xarxes socials, l'home armat va passar diversos minuts dins la mesquita, disparant indiscriminadament als assistents, incloses les víctimes que jeien ferides a terra. A l'interior de la mesquita, el pistoler va trobar l'oposició d'un dels assistents, Naeem Rashid, que no va poder evitar la massacre i va ser assassinat a l'acte. Després va abandonar la mesquita i va disparar a la gent que estava fora. Després de tornar al seu vehicle per fer-se amb una altra arma, va tornar a la mesquita on va continuar disparant contra els que no havien pogut fugir, dels quals molts ja estaven ferits. Finalment, el pistoler va sortir de la mesquita per segona vegada i va matar una dona abans de tornar al seu vehicle i fugir de l'escena.

### Tiroteig a la mesquita Linwood
Poc després del primer tiroteig, a les 13:55h aproximadament, passava el segon atac a la mesquita de Linwood, a uns cinc quilòmetres de la mesquita Al Noor, amb set víctimes mortals. Posteriorment, una persona més morir mentre era traslladada a l'hospital.
Un home anomenat Abdul Aziz Wahabzadah, que assistia a la pregària, va aconseguir fer fora al tirador enfrontant-se a ell. En un primer moment, va usar un datàfon com si es tractés d'una arma, mentre el perseguia, de manera que l'atacant va haver d'abandonar l'edifici per obtenir una altra arma del seu vehicle. Posteriorment, va fer servir una escopeta que el tirador havia abandonat a terra. Malgrat estar descarregada, va aconseguir fer que el tirador, armat ara amb una pistola, la deixés caure a terra i fugís cap al seu cotxe. Abdul va continuar perseguint amb l'escopeta provocant que el tirador s'allunyés del lloc en el seu vehicle. Finalment, l'atacant va ser detingut poc després per dos agents de policia.

### Cotxes bomba
Dos artefactes explosius improvisats van ser trobats adherits a dos vehicles en els voltants de les mesquites atacades. Elements de les Forces de Defensa de Nova Zelanda van aconseguir desactivar tots dos artefactes sense deixar víctimes ni danys.

## Sospitosos
La policia neozelandesa va praticar la detenció provisional a quatre persones (tres homes i una dona), de les quals una va quedar immediatament en llibertat en no estar involucrada en l'atemptat. Dos detinguts van ser acusats de tinença d'armes, encara que no relacionat a l'atac, i deixats en llibertat. L'últim detingut va ser acusat d'⁣assassinat. Segons la policia, l'atemptat va estar bé planejat i no va ser improvisat.
El detingut acusat d'assassinat és Brenton Tarrant, un australià de vint-i-vuit anys de l'estat de Nova Gal·les del Sud vinculat a l'extrema dreta, que ha estat identificat com l'autor del vídeo per la policia australiana.

## Víctimes

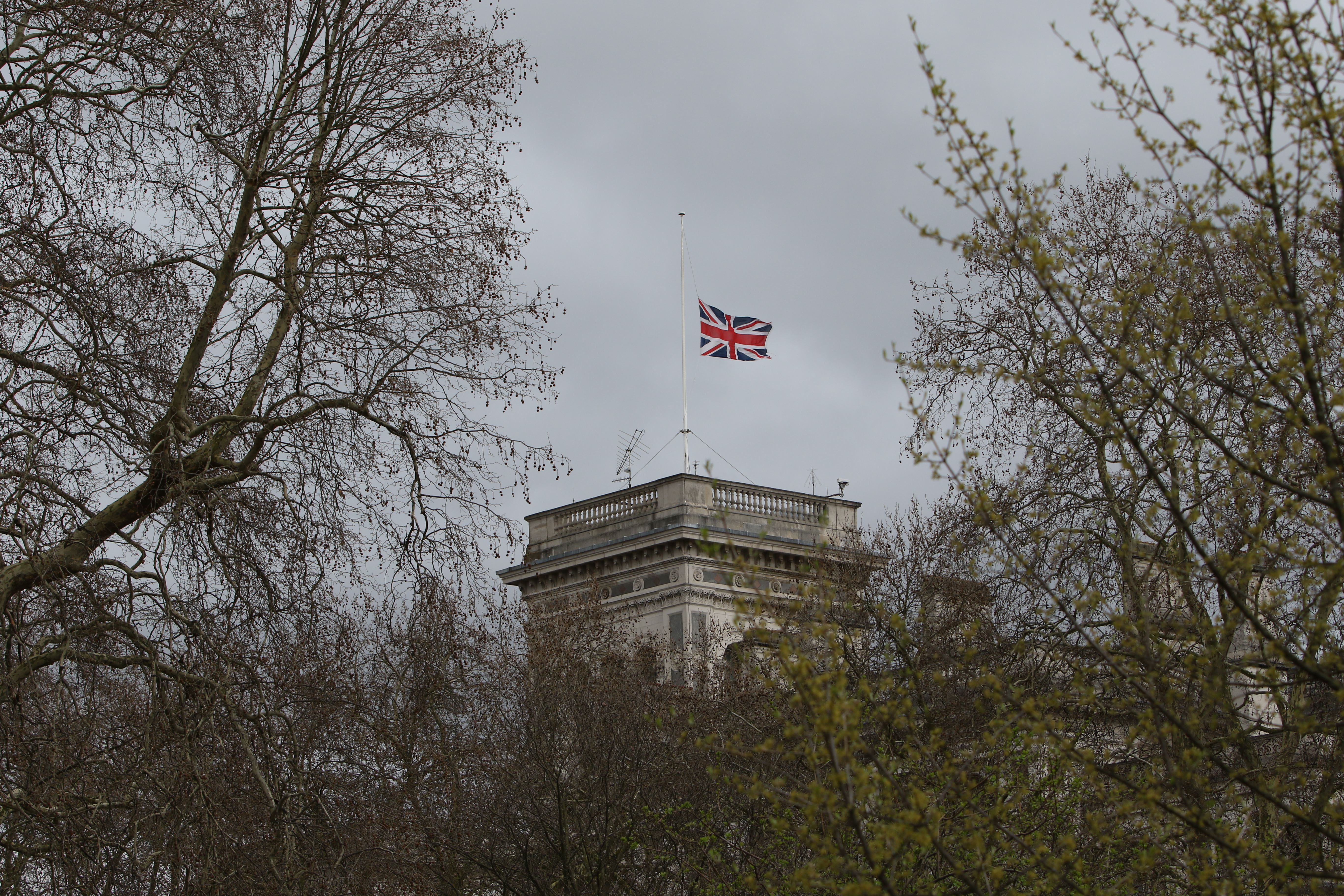
Bandera del Regne Unit a mig pal en solidaritat amb les víctimes de Nova Zelanda.

| Estat d'origen | Morts |
| -------------- | ----- |
| Nova Zelanda   | 28    |
| Pakistan       | 8     |
| Egipte         | 4     |
| Índia          | 4     |
| Jordània       | 4     |
| Bangladesh     | 3     |
| Fiji           | 3     |
| Indonèsia      | 1     |
| Iraq           | 1     |
| Malàisia       | 1     |
| Maurici        | 1     |
| Palestina      | 1     |
| Turquia        | 1     |

## Manifest
Tarrant va plasmar les seves creences en un manifest de 74 pàgines titulat «El gran reemplaçament», en referència a la teoria de la conspiració del genocidi blanc i a la seva variant francesa, le grand remplacement. Va publicar el manifest en el tauler d'imatges 8chan immediatament abans de l'atemptat. En el manifest, va dir que havia estat planificant un atemptat des de dos anys abans i que va escollir la localitat de Christchurch amb tres mesos d'antelació. Va declarar que havia estat «comunista», «anarquista» i «llibertari», però que va passar a adoptar idees racistes i va esdevenir un ecofeixista preocupat pel escalfament global. Encara que va rebutjar l'etiqueta del nazisme, la revista The American Conservative comenta que la seva ideologia política encaixa amb el nacionalsocialisme. La revista conservadora afegeix que Tarrant rebutja el capitalisme, i que aparentment només considera el cristianisme com a element unificador d'Europa, enfront de la degradació moral que atribueix a Occident. El manifest inclou referències a figures prominents de la dreta i mems d'Internet.
A les armes i els carregadors empleats estaven escrits en blanc els noms d'esdeveniments històrics i persones mitificats per l'extrema dreta i al·lusions a guerres i batalles entre cristians europeus i musulmans, així com noms de víctimes de atemptats islamistes recents i d'agressors d'extrema dreta com Josué Estébanez, l'autor del assassinat de Carlos Palomino al metro de Madrid el 2007, i Luca Traini. També hi figuraven al·lusions a la batalla de Poitiers (732), el lloc d'Acre (1189-1191), el gran lloc de Malta, la batalla de Lepant (1571), la Batalla de Viena (1683), la Batalla de Kagul (1770), la batalla d'Ivankovac (1805), la batalla del pas de Shipka (1877-1878), la batalla de Bulair (1913), l'escàndol d'explotació sexual infantil de Rotherham (2010), el Pacte Mundial sobre Migració (2018), Carles Martell, Segimon de Luxemburg, Feliks Kazimierz Potocki, Marcantonio Colonna, Sebastià Venier, Alexandre Bissonnette, Lazar Hrebeljanović, Dmitri Seniavin, Miloš Obilić, Joan Hunyadi, Miguel Szilágyi, Şerban Cantacuzino, Marc Antoni Bragadin, Ştefan cel Mare, Skanderbeg, Baix Pivljanin, Novak Vujosevic, Edward Codrington, Marko Miljanov Popović, Ernst Rüdiger von Starhemberg, David Soslan, David IV de Geòrgia, Stefan Lazarević, Constantí II de Bulgària, Bohemon I d'Antioquia, Gastón IV de Bearn, Pelayo, Iosif Gurko, les «catorze paraules» i el terme «turkófagos» (cometurcos), utilitzat pels grecs durant la guerra d'independència de Grècia. En una de les armes s'hi podia veure l'expressió antimusulmana «Remove kebab», un eslògan provinent de Sèrbia que es va expandir globalment i s'usa en cercles supremacistes blancs. A més de textos en alfabet llatí, les armes contenien textos en els alfabets ciríl·lic, armeni i georgià. També portava a la motxilla un pegat amb un sol negre i dues xapes d'identificació, una amb un creu celta i una altra amb una esvàstica eslava.

## Conseqüències
El nivell d'alerta va ser elevat al màxim per les autoritats de Nova Zelanda i es va ordenar el tancament de totes les mesquites a tot el país i de col·legis i edificis públics a Christchurch, la ciutat on va ocórrer el succés.
El 10 d'abril va ser aprovada pel Parlament una modificació de l'Acta d'Armes de Nova Zelanda, prohibint-se la possessió i venda d'armes semiautomàtiques i les seves peces.
A finals del 2020 la primera ministra Jacinda Ardern va disculpar-se públicament arran d'un informe que apuntava als cossos policials i als serveis d'intel·ligència del país per haver menystingut l'amenaça del terrorisme supremacista blanc per concentrar-se en el gihadisme.

## Reaccions

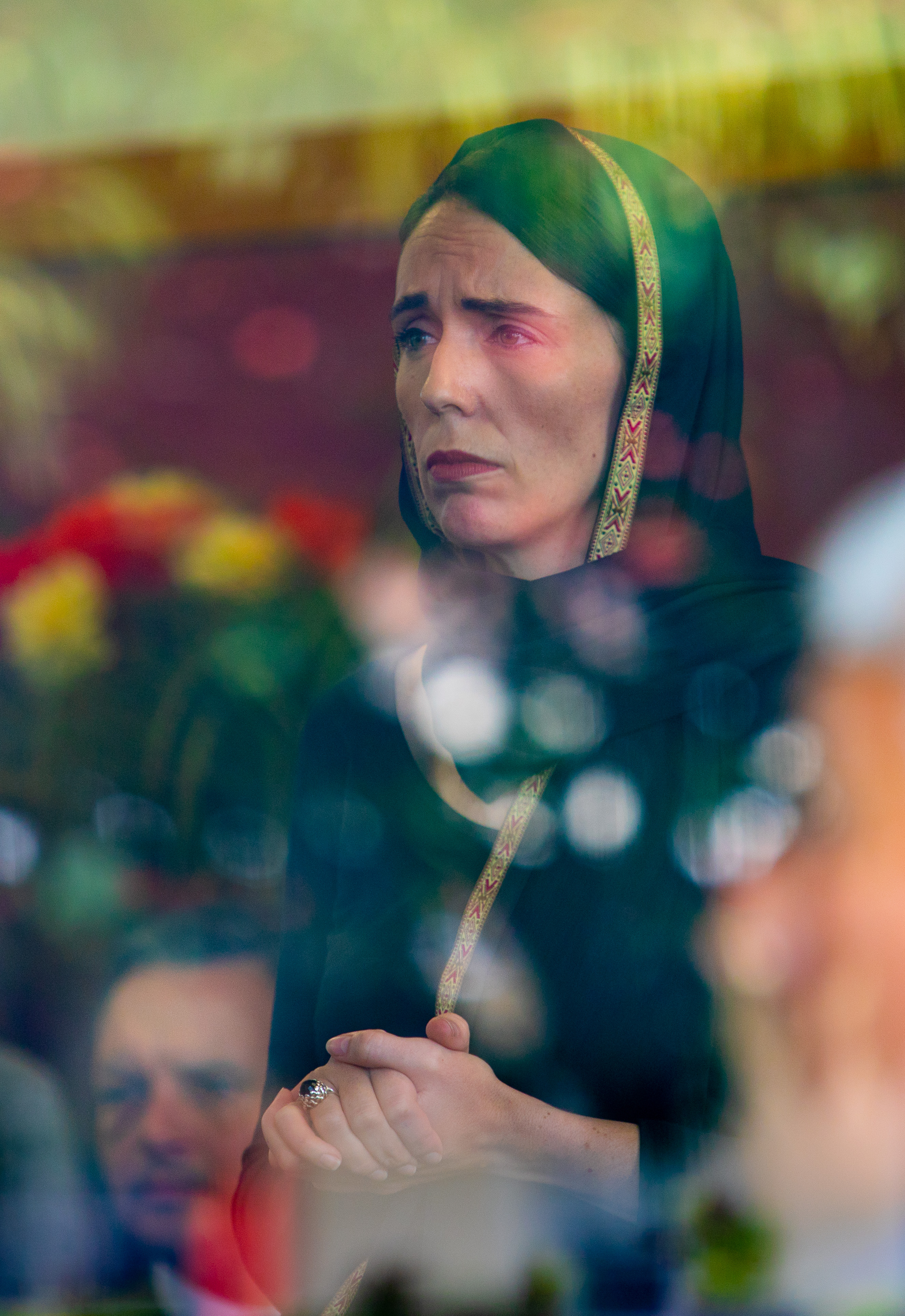
La primera ministra neozelandesa Jacinda Ardern visita a membres de la comunitat musulmana al Centre Comunitari de Phillipstown l'endemà dels atacs.

El primer ministre d'Austràlia, Scott Morrison, va condemnar els atemptats, vinculant-los amb la extrema dreta. L'alcaldessa de Christchurch, Lianne Dalziel, va dir que mai va pensar que "alguna cosa com això" pogués succeir a Nova Zelanda, i que "tothom està sorprès".
Líders de tot el món es van solidaritzar amb Nova Zelanda i van rebutjar l'atemptat.
YouTube va procedir a eliminar tots els vídeos amb la cançó «Remove Kebab», una cançó usada per soldats serbis durant la guerra de Bòsnia en la qual es fa referència al líder nacionalista serbi Radovan Karadžić, condemnat per genocidi i crims de guerra, i que es pot escoltar de fons en els vídeos que l'atacant va compartir en directe a les xarxes socials abans i durant el tiroteig. No obstant això, alguns usuaris de la plataforma continuen compartint la cançó.